# Tarhuntassa
Tarḫuntašša è una città dell'età del bronzo fondata dagli Ittiti e che nel XIII secolo a.C. divenne per un breve periodo anche loro capitale.

## Localizzazione

Localizzazione dei principali siti dell'Anatolia ittita

Per lungo tempo non si è avuto notizia certa sulla sua esatta collocazione, benché dai testi a noi pervenuti fosse chiaro che si dovesse trovare nell'area centro meridionale della penisola anatolica e molte localizzazioni fossero state vanamente proposte; nel 2007 alcuni ricercatori turchi hanno annunciato di averla identificata nel già noto sito di Hatip, nei pressi della città di Konya in Cilicia.
Il mondo accademico tuttavia è sempre rimasto piuttosto tiepido su tale identificazione, soprattutto per le ridotte dimensioni del sito, tuttora comunque solo parzialmente indagato.
Nel 2020, invece, un gruppo di ricercatori guidati da Massa e Osborne, ha annunciato la scoperta di una stele reale che commemora il successo del re Hartapu sui Muşka (verosimilmente i Frigi) e altri dodici sovrani anatolici: questa stele si trovava interrata in un canale di irrigazione nei pressi del grande tel di Türkmen Karahöyük, indagato fino a quel momento in maniera assai superficiale.
L'esame della stele ha portato gli studiosi a ritenere che la città ancora sepolta sotto il tel fosse la capitale di Hartapu; e che quella città, che a un primo approccio ha rivelato dimensioni di assoluto rilievo per l'età del bronzo, seconda per estensione in area anatolica, e di poco, solo alla capitale ittita Ḫattuša, fosse Tarhuntassa.
La localizzazione non ha tuttavia raccolto il consenso generale del mondo accademico, e svariati ittitologi hanno sollevato più di qualche perplessità sulla identificazione del sito con la storica Tarhuntassa.
Uno scavo massivo del sito, intatto, il cui massimo splendore pare datare dal 1400 al 600 a.C., in programma in questi anni, chiarirà il mistero.
L'etimologia del nome della città, letteralmente, significa "città del Dio della Tempesta", variamente detto Taru (in lingua atti), Tarhui (in eteo) e Tarhunt (appunto in lingua luvia).

## Storia
Nel primo XIII secolo a.C. il re ittita Muwatalli II, per motivi di culto o più probabilmente nella previsione del grande scontro armato con gli Egizi, spostò la capitale ittita da Ḫattuša, posizionata nell'estremo nord del proprio regno, a Tarḫuntašša, più prossima al teatro siriano del probabile scontro; alla sua morte però (1272 a.C.), suo figlio Muršili III succedutogli al trono, riportò la sede imperiale nello storico sito di Hattusa.
Proprio le conseguenze di questa operazione, con la drastica riduzione dei territori che controllava dalla sede di Hakpis, assai prossima a Hattusa stessa, spinsero lo zio del sovrano e fratello di Muwatalli, il generale Hattusili, a ribellarsi scatenando una vera guerra civile (1265 a.C.) che si concluse con la deposizione del re e l'ascesa al trono proprio dello zio col nome di Hattušili III.
Insediatosi a Hattusa, nominò l'altro figlio di Muwatalli, Kurunta, che gli era stato alleato nella guerra civile, reggente di Tarḫuntašša,, elevata così a una sorta di "seconda capitale", da cui gli Ittiti controllavano l'area meridionale dell'impero.
Kurunta e Tarḫuntašša mantennero la stessa posizione di preminenza assoluta anche all'ascesa al trono ittita del figlio di Hattusili, Tudhaliya IV, che riconfermò l'amicizia e lo status del cugino (e della città) prima col cosiddetto trattato di Ulmi-Teshub e successivamente con una tavoletta incisa nel bronzo, unico caso della storia ittita, nel quale alla città e il suo reggente venivano garantiti una serie di benefici tra cui la riduzione delle tasse verso il potere centrale, ma soprattutto veniva assegnato un territorio assai ampio nel sud-ovest anatolico attorno alla città, con confini ben definiti e addirittura garantito il diritto di successione alla prole di Kurunta. In sostanza, uno Stato nello Stato.
Questo trattato, a differenza dei precedenti che nominano Tarḫuntašša, chiama a testimoni i re arzawa vassalli degli Ittiti di Mira e della Terra del fiume Seha, oltre a Nerikkaili, fratello maggiore di Tudhaliya IV e, appellativo sorprendente, suo tuhkanti.
Ma nonostante ciò, o forse proprio per ciò, per il potere che Kurunta e la città avevano assunto, i rapporti tra i due cugini a un certo punto devono essersi guastati: sappiamo dalla stele di Hatip che Kurunta, da Tarḫuntašša, reclamò il titolo di Grande Re per sé stesso, in evidente contrasto con l'unico Grande Re ittita, colui che occupava il trono di Hattusa.
Gli studiosi ipotizzano oggi vari scenari: una nuova guerra civile (di cui però non abbiamo traccia negli annali ittiti), un distacco politico di Tarḫuntašša con una dichiarazione di indipendenza di Kurunta da Hattusa o addirittura una divisione consensuale dell'impero in due parti, ipotesi poco probabile visto che a Hattusa è stato rinvenuto il trattato in bronzo per questo seppellito e bruciato.
Comunque sia andata, Tarhuntassa fu capitale di un regno ittita, sulla fine del XIII secolo a.C., che governava un'ampia regione che doveva andare all'incirca dall'attuale Adana alla zona dell'attuale città di Antalya.
Verosimilmente a Kurunta succedette al trono sul finire del XIII secolo il nipote Hartapu, figlio proprio del detronizzato re Muršili III; lo stesso Hartapu reclamò per sé il titolo di Grande Re con una serie di stele progressive nelle terre basse.
Ma appena pochi anni dopo, all'incirca nel 1200-1190, un'iscrizione a Sudburg del figlio di Tudhaliya, Šuppiluliuma II l'ultimo re ittita sul trono di Hattusa, avvalora la tesi della contrapposizione tra le due capitali ittite, proclamando una serie di conquiste di territori del centro-sud anatolico, il cui elenco si conclude col sorprendente nome di Tarḫuntašša; la vecchia capitale ittita evidentemente era divenuta una nemica.
E tuttavia alcuni studiosi hanno sostenuto che, fermo restando il ruolo di Hartapu come sovrano di Tarhuntassa, l'intera area costiera citata nelle iscrizioni del Sudburg fosse già stata occupata a inizio del XII secolo dalle prime ondate dei cosiddetti popoli del Mare, che avessero già spazzato via il regime di Tarhuntassa; e che tali stranieri fossero quindi gli avversari poi battuti da Suppiluliuma nella sua campagna finale e non i "cugini" ittiti guidati da Hartapu.
Tutto l'impero riunificato tuttavia non ebbe vita lunga: nel 1178 Hattusa e i suoi territori bruciavano, sorprendentemente devastati proprio dalle incursioni dei cosiddetti Popoli del Mare; l'epopea ittita si concludeva per sempre.